# 巢湖号综合补给舰
“巢湖”号綜合䃼给舰（舷号890）简称“巢湖”舰，是903型综合补给舰四号舰，现服役于中国人民解放军海军东部战区海军作战支援舰第二支队。此舰乃是该支队所接收的第二艘903型综合补给舰，也是903A型综合䃼给舰的第二艘。

## 服役活动
2014年3月24日，解放军海军150号“长春”舰与549号“常州”舰、890号“巢湖”舰编为第十七批护航舰队，从浙江省舟山市起航，赴亚丁湾海域执行护航任务，任务期为2014年4月18日至2014年8月28日，该舰后继续参加第十八批护航舰队，並未回港。
2014年8月1日，解放军海军989号“长白山”舰与571号“运城”舰、890号“巢湖”舰编为第十八批护航舰队，前两舰从广东省湛江市起航，赴亚丁湾海域执行护航任务，任务期为2014年8月19日至2014年12月26日，直至2015年3月19日才回港。
2016年4月7日，解放军海军529号“舟山”舰与531号“湘潭”舰、890号“巢湖”舰编为第二十三批护航舰队，从浙江省舟山市起航，赴亚丁湾海域执行护航任务，任务期为2016年4月29日至2016年9月4日，直至2016年11月1日才回港。
2020年4月28日，解放军海军131号“太原”舰与532号“荊州”舰、890号“巢湖”舰编为第三十五批护航舰队，从浙江省舟山市起航，赴亚丁湾海域执行护航任务，任务期为2020年5月19日至2020年9月23日，直至2020年10月14日才回港。
2022年5月18日，解放军海军132号“苏州”舰与532号“荊州”舰、890号“巢湖”舰编为第四十一批护航舰队，从浙江省舟山市起航，赴亚丁湾海域执行护航任务，任务期为2022年6月8日至2022年10月15日，直至2022年11月15日才回港。